# Now Bandegān
Now Bandegān (persiska: نو بندگان) är en ort i Iran.   Den ligger i provinsen Fars, i den centrala delen av landet, 800 km söder om huvudstaden Teheran. Now Bandegān ligger 1 268 meter över havet och antalet invånare är 2 933.
Terrängen runt Now Bandegān är platt åt sydväst, men åt nordost är den kuperad.Runt Now Bandegān är det ganska tätbefolkat, med 65 invånare per kvadratkilometer. Närmaste större samhälle är Fasā, 19,6 km nordväst om Now Bandegān. Trakten runt Now Bandegān är ofruktbar med lite eller ingen växtlighet.